# Tesoriere della marina
Il tesoriere della marina era una carica del governo britannico tra la metà del XVII e l'inizio del XIX secolo. L'incaricato era responsabile del mantenimento della Royal Navy. Era una nomina politica e di frequente era tenuta da promettenti politici che avrebbero un giorno tenuto cariche più importanti. Fu abolita nel 1836 e le sue funzioni confluirono in quelle del Paymaster General.

## Tesorieri della marina: 1546–1835
| Servizio                          | Nome                                               | Note                                 |
| --------------------------------- | -------------------------------------------------- | ------------------------------------ |
| 25 aprile 1546–8 luglio 1549      | Robert Legge                                       |                                      |
| 8 luglio 1549–18 novembre 1577    | Benjamin Gonson                                    |                                      |
| 18 novembre 1577–26 novembre 1577 | Benjamin Gonson e John Hawkins                     |                                      |
| 26 novembre 1577–12 novembre 1595 | John Hawkins                                       | Nominato cavaliere il 26 luglio 1588 |
| 22 dicembre 1598–26 aprile 1604   | Fulke Greville                                     |                                      |
| 26 aprile 1604–11 maggio 1618     | Sir Robert Mansell                                 |                                      |
| 11 maggio 1618–5 aprile 1627      | Sir William Russell                                | creato baronetto il 12 marzo 1627    |
| 5 aprile 1627–21 gennaio 1630     | Sackville Crowe                                    | creato baronetto l'8 luglio 1627     |
| 1630–1639                         | Sir William Russell                                |                                      |
| 1639-1642                         | Sir William Russell e Henry Vane il Giovane        |                                      |
| 1642-1646                         | William Russell e Sir John Penington (Royalist)    |                                      |
| 1646-1654                         | Sir William Russell                                |                                      |
| 1645-1650                         | Sir Henry Vane (parlamentare)                      |                                      |
| 1651-1660                         | Richard Hutchinson (Parlamentare)                  |                                      |
| 1660-1667                         | Sir George Carteret                                |                                      |
| 1667-1668                         | Arthur Annesley, I conte di Anglesey               |                                      |
| 1668-1671                         | Sir Thomas Osborne e Sir Thomas de Littelton       |                                      |
| 1671-1673                         | Sir Thomas Osborne                                 |                                      |
| 1673-1681                         | Edward Seymour                                     |                                      |
| 1681-1689                         | Anthony Carey, V visconte Falkland                 |                                      |
| 1689-1699                         | Edward Russell, I conte di Orford                  |                                      |
| 1699-1710                         | Sir Thomas de Littleton                            |                                      |
| 1710-1711                         | Robert Walpole                                     |                                      |
| 1711-1714                         | Charles Caesar                                     |                                      |
| 1714-1718                         | John Aislabie                                      |                                      |
| 1718-1720                         | Richard Hampden                                    |                                      |
| 1720-1724                         | George Byng, I visconte Torrington                 |                                      |
| 1724-1734                         | Pattee Byng, II visconte Torrington                |                                      |
| 1734-1742                         | Arthur Onslow                                      |                                      |
| 1742                              | Thomas Clutterbuck                                 |                                      |
| 1742-1743                         | Sir Charles Wager                                  |                                      |
| 1743-1744                         | Sir John Rushout, IV baronetto                     |                                      |
| 1744-1749                         | George Bubb Dodington                              |                                      |
| 1749-1754                         | Henry Legge                                        |                                      |
| 1754-1756                         | George Grenville                                   |                                      |
| 1756                              | George Bubb Dodington                              |                                      |
| 1756-1762                         | George Grenville                                   |                                      |
| 1762-1765                         | William Wildman Barrington, II visconte Barrington |                                      |
| 1765-1770                         | Richard Howe, IV visconte Howe                     |                                      |
| 1770-1777                         | Sir Gilbert Elliot                                 |                                      |
| 1777-1782                         | Welbore Ellis                                      |                                      |
| 1782                              | Isaac Barré                                        |                                      |
| 1782-1783                         | Henry Dundas                                       |                                      |
| 1783-1784                         | Charles Townshend                                  |                                      |
| 1784-1800                         | Henry Dundas                                       |                                      |
| 1800-1801                         | Dudley Ryder                                       |                                      |
| 1801-1803                         | Charles Bragge                                     |                                      |
| 1803-1804                         | George Tierney                                     |                                      |
| 1804-1806                         | George Canning                                     |                                      |
| 1806-1807                         | Richard Brinsley Sheridan                          |                                      |
| 1807-1818                         | George Rose                                        |                                      |
| 1818-1823                         | Frederick John Robinson                            |                                      |
| 1823-1827                         | William Huskisson                                  |                                      |
| 1827-1828                         | Charles Grant                                      |                                      |
| 1828-1830                         | William Vesey Fitzgerald                           |                                      |
| 1830                              | Thomas Frankland Lewis                             |                                      |
| 1830-1834                         | Charles Poulett Thomson                            |                                      |
| 1834-1835                         | William Lowther, Viscount Lowther                  |                                      |
| 1835-1836                         | Sir Henry Parnell                                  |                                      |